# سان (مالي)
سان (بالفرنسية: San)‏ هي مدينة وعاصمة سيركل سان في منطقة سيغو في مالي. تقع المدينة على بعد 10 كيلومترات جنوب نهر باني. بلغ عدد سكان المدينة في إحصاء عام 2009 حوالي 68.078 نسمة.
سان هي مركز إنتاج (bògòlanfini)، وهو نسيج مالي تقليدي.

## المدن التوأمة
- شومونت المارن العليا، فرنسا، منذ سنة 1995.